# 吳宥璇
吳宥璇（2010年11月29日—），台灣新生代女歌手、童星，2019年7月27日參加《台灣那麼旺 Taiwan NO.1》「青少年組」賽事，並於2021年3月6日衛冕十關畢業。康康MV客串演出